# Glenn Grothman

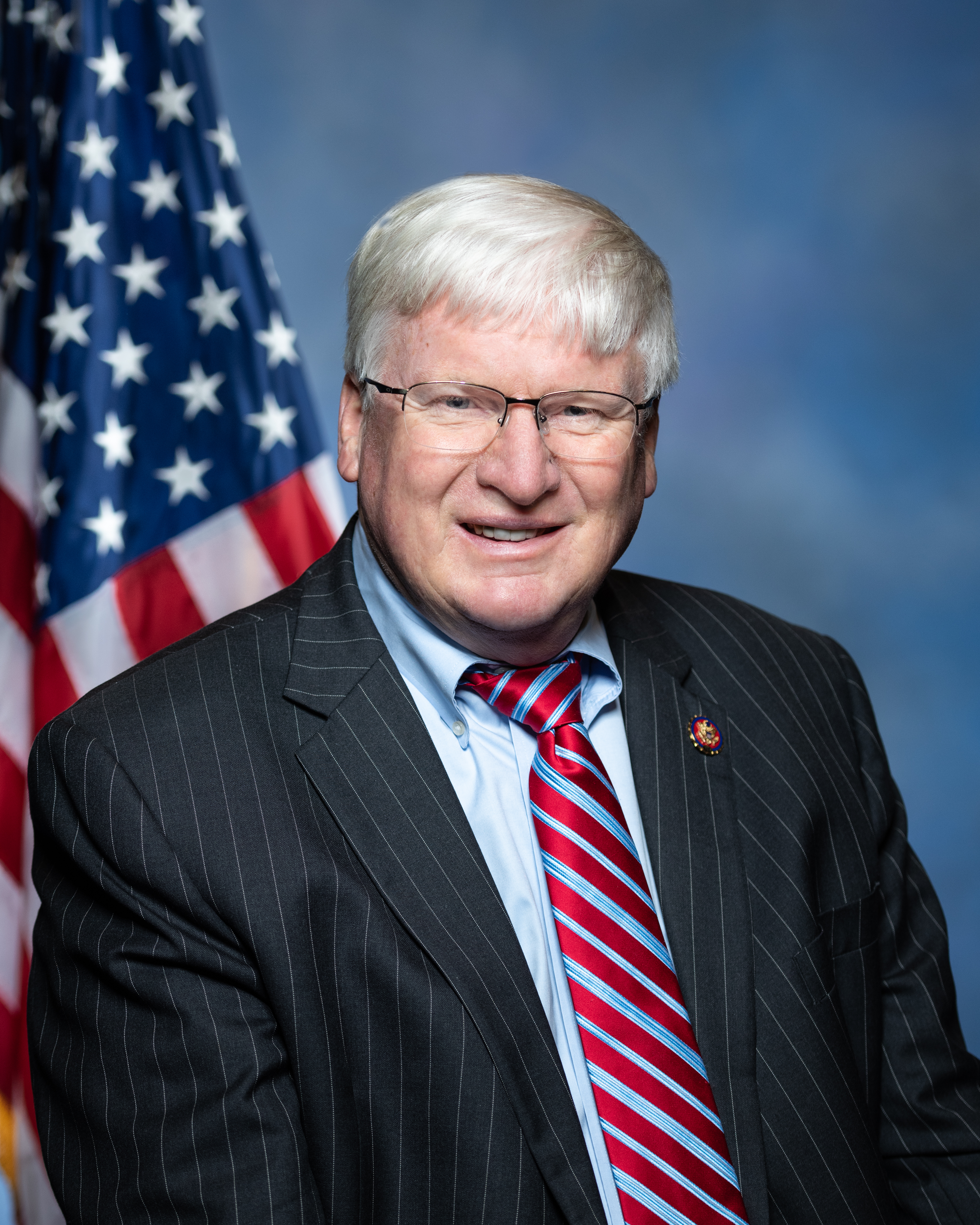
Glenn Grothman (2020)

Glenn S. Grothman (* 3. Juli 1955 in Milwaukee, Wisconsin) ist ein US-amerikanischer Politiker der Republikanischen Partei. Seit Januar 2015 vertritt er den sechsten Distrikt des Bundesstaats Wisconsin im US-Repräsentantenhaus.

## Werdegang
Im Jahr 1973 absolvierte Glenn Grothman die Homestead High School in Mequon. Nach einem anschließenden Jurastudium an der University of Wisconsin in Madison und seiner 1983 erfolgten Zulassung als Rechtsanwalt begann er in diesem Beruf zu arbeiten, wobei er sich auf das Steuerrecht spezialisierte. Politisch schloss er sich der Republikanischen Partei an. Zwischen 1993 und 2004 saß er als Abgeordneter in der Wisconsin State Assembly; von 2004 bis 2014 gehörte er dem Staatssenat an. In beiden Kammern war er Mitglied des republikanischen Fraktionsvorstands.
Bei den Kongresswahlen des Jahres 2014 wurde Grothman im sechsten Wahlbezirk von Wisconsin mit 56,77 Prozent der Stimmen gegen den Demokraten Mark Harris in das US-Repräsentantenhaus in Washington, D.C. gewählt, wo er am 3. Januar 2015 die Nachfolge von Thomas Evert „Tom“ Petri antrat, der nach fast 34 Jahren im Amt nicht mehr kandidiert hatte. Er konnte auch die Wahlen in den Jahren Wahl 2016 bis Wahl 2020 gewinnen.
Die Primary (Vorwahl) seiner Partei 2022 konnte er gegen Douglas Mullenix gewinnen. Er trat zur Wahl 2022 zum 118. Kongress im November 2022 ohne Gegenkandidaten an. Als Grothman zur Kongresswahl 2024 antrat, brach er das während seines ersten Wahlkampf 2014 gegebene Versprechen höchstens fünfmal anzutreten. Bei der Vorwahl müsste sich Grothman keinem Herausforderer stellen. In der Hauptwahl traf er auf den demokratischen Newcomer John Zarbano und gewann mit 61,3 %.
Seine aktuelle Legislaturperiode im Repräsentantenhaus des 119. Kongresses läuft bis Januar 2027.

## Ausschüsse
Er ist aktuell Mitglied in folgenden Ausschüssen des Repräsentantenhauses:
- Committee on Education and Labor
  - Early Childhood, Elementary, and Secondary Education
  - Higher Education and Workforce Investment
- Committee on Oversight and Reform
  - National Security (Ranking Member)
- Committee on the Budget

### Kontroversen
Glenn Grothman ist bekannt für seine umstrittenen Äußerungen. Während seiner Zeit als Senator von Wisconsin meinte er zur Frage der gleichen Bezahlung von Mann und Frau, dass man argumentierte könne, dass Geld für Männer wichtiger sei. Gegen Sexualkundeunterricht wandte er ein, dass da nur ein paar schwule Lehrer mehr homosexuelle Schüler wollen würden. In der Debatte, ob Washington, D.C. ein Bundesstaat sein solle, argumentierte er im März 2021, dass Washington keinen Bergbau habe. Er behauptete, dass Joe Biden heterosexuelle weiße Männer bei der Ernennung von Bundesrichtern diskriminieren würde. Während einer Debatte im Plenum des Repräsentantenhauses im Sommer 2024 über Kinderförderung forderte er die Führung von Republikanern und Demokraten auf bis Januar 2025 ein Programm zu entwickeln, welches Amerika zurück in der 1960er führen würde.